# فينس هيلير
فينس هيلير (بالإنجليزية: Vince Hilaire)‏ هو لاعب كرة قدم بريطاني، ولد في 10 أكتوبر 1959 في Forest Hill, London ‏ في المملكة المتحدة. شارك مع منتخب إنجلترا تحت 21 سنة لكرة القدم. أما مع النوادي، فقد لعب مع سان خوسيه إيرثكويكس وستوك سيتي وكريستال بالاس وليدز يونايتد ونادي إكزتر سيتي ونادي بورتسموث ونادي لوتون تاون.

## وصلات خارجية
- فينس هيلير على موقع قاعدة بيانات كرة القدم.إي يو (الإنجليزية)